# Mallorca Voltors 2017
Questa voce raccoglie le informazioni riguardanti i Mallorca Voltors nelle competizioni ufficiali della stagione 2017.

## Amichevoli
| Sa Vileta-Son Rapinya 28 ottobre 2017, ore 17:30 | Mallorca Voltors | 14 – 21 (0-7 0-7 0-7 14-0) | Reykjavík Einherjar | Polideportivo Municipal de Son Moix |

## LNFA Serie B 2017

### Stagione regolare
| 22 gennaio 2017, ore 12:00 | Mallorca Voltors | 53 – 0 referto | Fuenlabrada Cuervos |  |

| 28 gennaio 2017, ore 16:00 | Osos de Rivas | 12 – 14 referto | Mallorca Voltors |  |

| 12 febbraio 2017, ore 11:00 | Barcelona Búfals | 19 – 15 referto | Mallorca Voltors |  |

| 5 marzo 2017, ore 12:00 | Mallorca Voltors | 7 – 53 referto | Las Rozas Black Demons |  |

| 12 marzo 2017, ore 12:00 | Fuenlabrada Cuervos | 0 – 61 referto | Mallorca Voltors |  |

| 26 marzo 2017, ore 12:00 | Mallorca Voltors | 14 – 28 referto | Osos de Rivas |  |

| 2 aprile 2017, ore 12:00 | Mallorca Voltors | 13 – 12 referto | Barcelona Búfals |  |

| 29 aprile 2017, ore 17:00 | Las Rozas Black Demons | 48 – 0 referto | Mallorca Voltors |  |

### Playoff
| 13 maggio 2017, ore 19:00 | Las Rozas Black Demons | 49 – 0 referto | Mallorca Voltors |  |

### Spareggio Serie A-Serie B
| 11 giugno 2017, ore 12:00 | Valencia Giants | 11 – 8 | Mallorca Voltors |  |

## Statistiche di squadra
| Competizione              | %Vittorie | In casa | In casa | In casa | In casa | In casa | In casa | In trasferta | In trasferta | In trasferta | In trasferta | In trasferta | In trasferta | Totale | Totale | Totale | Totale | Totale | Totale |
| Competizione              | %Vittorie | G       | V       | N       | P       | Pf      | Ps      | G            | V            | N            | P            | Pf           | Ps           | G      | V      | N      | P      | Pf     | Ps     |
| ------------------------- | --------- | ------- | ------- | ------- | ------- | ------- | ------- | ------------ | ------------ | ------------ | ------------ | ------------ | ------------ | ------ | ------ | ------ | ------ | ------ | ------ |
| Amichevoli                | .000      | 1       | 0       | 0       | 1       | 14      | 21      | 0            | 0            | 0            | 0            | 0            | 0            | 1      | 0      | 0      | 1      | 14     | 21     |
| LNFA-B Stagione regolare  | .500      | 4       | 2       | 0       | 2       | 87      | 93      | 4            | 2            | 0            | 2            | 90           | 79           | 8      | 4      | 0      | 4      | 177    | 172    |
| LNFA-B Playoff            | .000      | 0       | 0       | 0       | 0       | 0       | 0       | 1            | 0            | 0            | 1            | 0            | 49           | 1      | 0      | 0      | 1      | 0      | 49     |
| Spareggio Serie A-Serie B | .000      | 0       | 0       | 0       | 0       | 0       | 0       | 1            | 0            | 0            | 1            | 8            | 11           | 1      | 0      | 0      | 1      | 8      | 11     |
| Totale                    | .364      | 5       | 2       | 0       | 3       | 101     | 114     | 6            | 2            | 0            | 4            | 98           | 139          | 11     | 4      | 0      | 7      | 199    | 253    |